# Вільясідалер
Вільясідалер (ісп. Villacidaler) — муніципалітет в Іспанії, у складі автономної спільноти Кастилія-і-Леон, у провінції Паленсія. Населення — 57 осіб (2010).
Муніципалітет розташований на відстані близько 230 км на північний захід від Мадрида, 42 км на північний захід від Паленсії.

## Демографія
Динаміка населення (INE ):